# Lecideales
Die Lecideales sind eine Ordnung der Schlauchpilze (Ascomycota) und enthalten flechtenbildende Arten.

## Merkmale
Alle Arten der Lecideales bilden Krustenflechten. Sie sind ausschließlich felsbewohnend. Sie haben oft schwarz gefärbte Becher als Fruchtkörper mit einem langlebigen Rand und einer pigmentierten Fruchtschicht. Die Ascosporen sind einfach. Algenpartner sind Chlorophyta (Grünalgen) der Gattungen Asterochloris und Trebouxia.

## Lebensweise und Verbreitung

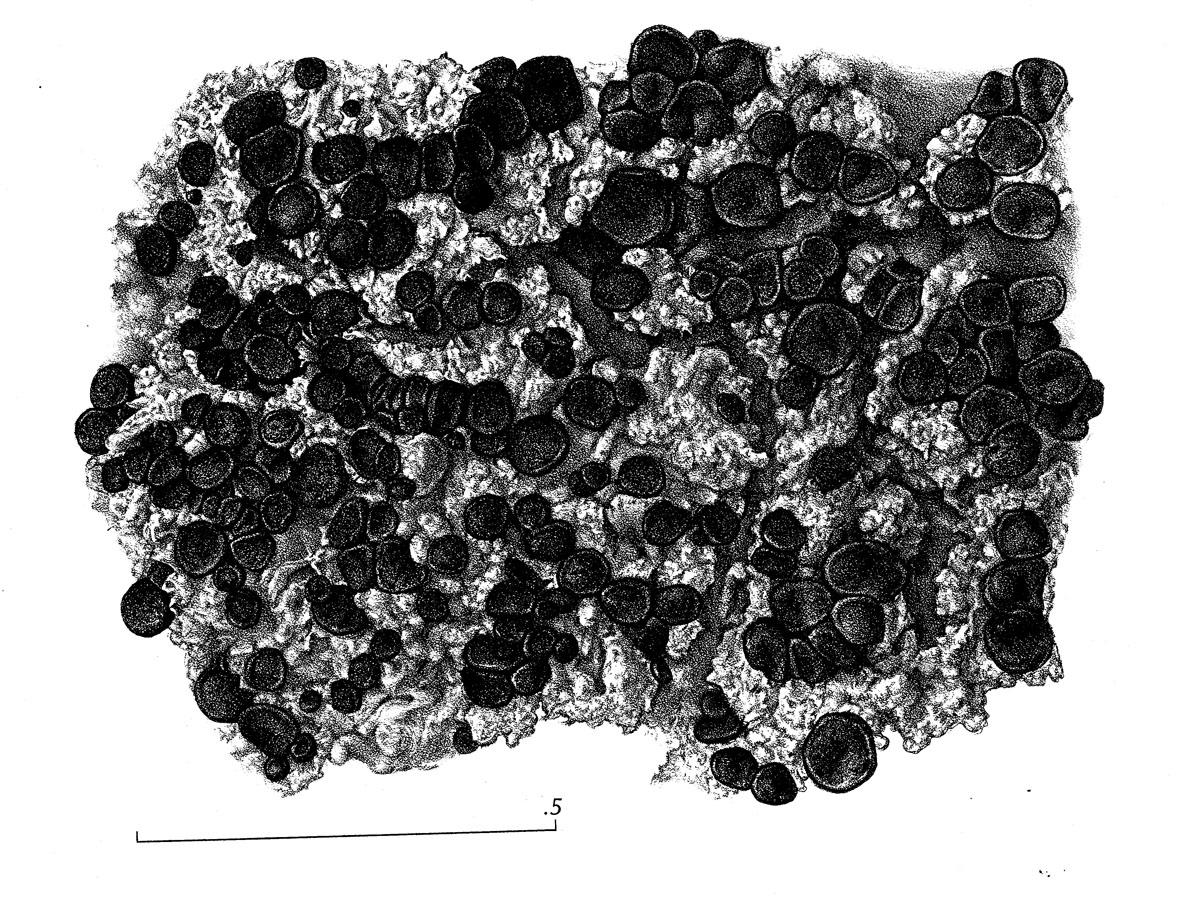
Lopadium pezizoideum

Die Lecideales sind Flechten und sind alle felsbewohnend. Sie sind weltweit verbreitet.

## Systematik
Die Ordnung der Lecideales wurde 1934 von Edvard August Vainio erstbeschrieben.
Die Familie der Lecideaceae und der dazugehörigen Ordnung waren lange umstritten und galt als polyphyletisch. Schmull und Mitarbeiter erkannten aber eine Kernklade der Lecideaceae mit der Typusart Lecidea fuscoatra innerhalb der Lecanoromycetidae und stellten sie daher wieder in den Rang der Ordnung.
Die Lecideales bilden eine Schwesterklade zu den Peltigerales. Lücking und Mitarbeiter stellten dann die monotypische Familie Lopadiaceae in die Ordnung Lecideales.
Zur Ordnung gehören daher folgende zwei Familien mit den dazugehörigen Gattungen:
- Lecideaceae: 29 Gattungen
  - Amygdalaria mit 11 Arten
  - Bahianora mit einer Art
  - Bellemerea mit 10 Arten
  - Bryobilimbia mit 9 Arten
  - Catarrhospora mit zwei Arten
  - Cecidonia mit zwei Arten
  - Clauzadea mit 7 Arten
  - Cryptodictyon mit zwei Arten
  - Eremastrella mit zwei Arten
  - Farnoldia mit 6 Arten
  - Immersaria mit 8 Arten
  - Koerberiella mit zwei Arten
  - Labyrintha mit einer Art
  - Lecidea mit ca. 100 Arten
  - Lecidoma mit einer Art
  - Melanolecia mit 7Arten
  - Pachyphysis mit einer Art
  - Paraporpidia mit drei Arten
  - Poeltiaria mit 8 Arten
  - Poeltidea mit drei Arten
  - Porpidia mit 51 Arten
  - Porpidinia mit zwei Arten
  - Pseudopannaria mit einer Art
  - Rhizolecia mit einer Art
  - Romjularia mit einer Art
  - Schizodiscus mit einer Art
  - Stenhammarella mit einer Art
  - Stephanocyclos mit einer Art
  - Xenolecia mit zwei Arten

- Lopadiaceae: 1 Gattung
  - Lopadium mit 10 Arten